# 요기요
요기요(YOGIYO)는 대한민국의  음식 배달(food delivery) 서비스를 제공하는 서비스 브랜드명이다. 유한회사 위대한상상에서 운영하고 있다.

## 연혁
- 2011년 11월 딜리버리 히어로 코리아 법인 설립
- 2012년 6월 요기요 웹 서비스 런칭
- 2012년 8월 요기요 모바일 앱 서비스 런칭
- 2012년 12월 요기요, 애플 앱스토어 선정 '2012년을 빛낸 최고작 앱' 수상
- 2013년 12월 요기요, 구글 플레이 2013년 '올해 베스트 앱' 수상
- 2015년 3월 요기요 앱 천만 다운로드 달성
- 2016년 10월 국내 최초 '공식 드론 음식 배달 테스트' 성공
- 2016년 11월 요기요 2016 브랜드 고객 충성도 배달앱 부문 1위 (한국소비자포럼 선정)

## 경영
경쟁 배달 어플인 배달통과 자매 브랜드 관계이며, 운영하는 회사는 배달통이 주식회사 배달통에서, 요기요는 유한회사 알지피코리아로 서로 다르지만 이 두 곳 대표이사가 현재 강신봉씨로 동일하며 사무실 주소 역시 서울시 서초구 서초대로 38길 12 마제스타시티 타워2로 동일하다.딜리버리히어로 코리아가 3~5층,14~17층 총 7개 층을 사용하고 있다.

## 논란

### 가격 차별
매장이나 타 배달 앱과 대비하여 높은 정가를 설정해 놓고 할인행사를 진행하여 소비자를 기만한다는 비판이 제기되었다. 미스터피자의 멕시칸 하바네로 피자세트 (L)은 공식 홈페이지, 매장, 배달의 민족에서 27,900원에 판매되고 있으나, 요기요에서는 36,900원에 판매되고 있다. 특히 배달앱 Y에서는 정가를 36,900원으로 설정한 후 수시로 8,000 ~ 10,000원의 할인 이벤트를 진행한다. 이는 정가 자체를 허위로 고지하여 소비자를 기만한 것이기 때문에, 판매 채널별로 할인율이 다르다거나 하는 경우와는 차이가 크다.
| 배달의 민족 | 요기요 |  |
| ----------- | ------ |  |
|             |        |  |

이 문제와 관련하여 요기요 본사의 고객 관계 담당자는 '당사에서는 각 가맹점의 가격이나 할인 정책을 직접 결정하지 않는다. 가맹점 측이 타 배달앱이나 오프라인 매장보다 비싼 가격을 설정하는 것도 허용하고 있다'고 공식 답변하였다.

## 배달통과의 관계
경쟁 배달 어플인 배달통과 자매 브랜드 관계이며, 운영하는 회사는 배달통이 주식회사 배달통에서, 요기요는 유한회사 딜리버리히어로코리아로 서로 다르지만 이 두 곳 대표이사가 현재 강신봉으로 동일하며 사무실 주소 역시 서울특별시 서초구 서초대로38길 12 마제스타시티 타워로 층만 다르고 주소는 동일하다.
경영진에 따르면 배달통과 요기요는 차후에도 계속해서 별개의 브랜드로 운영할 예정이며 현재로선 합병할 계획은 없다고 밝히기도 했다.

## 같이 보기
- 딜리버리 히어로
- 배달의민족
- 배달통